# أليخاندرو مارتين منديز
أليخاندرو مارتين منديز (بالإسبانية: Alejandro Martín Méndez)‏ (24 أبريل 1990 بلاس بالماس دي غران كناريا في إسبانيا - ) هو لاعب كرة قدم إسباني في مركز حراسة المرمى. لعب مع نادي لاس بالماس وUD Lanzarote ‏ وUD Las Palmas Atlético ‏.

## وصلات خارجية
- أليخاندرو مارتين منديز على موقع Soccerway.com (الإنجليزية)
- أليخاندرو مارتين منديز على موقع AS.com (الإسبانية)